# Hannah Murrayová
Tegan Lauren-Hannah Murrayová (* 1. července 1989) je anglická herečka. Nejvíce je známa díky své roli Cassie Ainsworthové v dramatickém teen seriálu od E4, Skins, mezi lety 2007 a 2008, ale v roce 2012 se proslavila i seriálem HBO Hra o trůny (Game of Thrones).

## Osobní život
Hannah Murrayová se narodila a vyrůstala v Bristolu. Její rodiče působili na místní univerzitě, otec jako profesor a matka jako výzkumná technička. Získal titul na Queens 'College v Cambridge. Ve filmu poprvé účinkovala, když jí bylo 16 let, tedy v roce 2007. Jednalo se o roli ve filmu Skins (TV seriál), a i když před tímto seriálem nikde nehrála, získala si velký úspěch.

## Kariéra

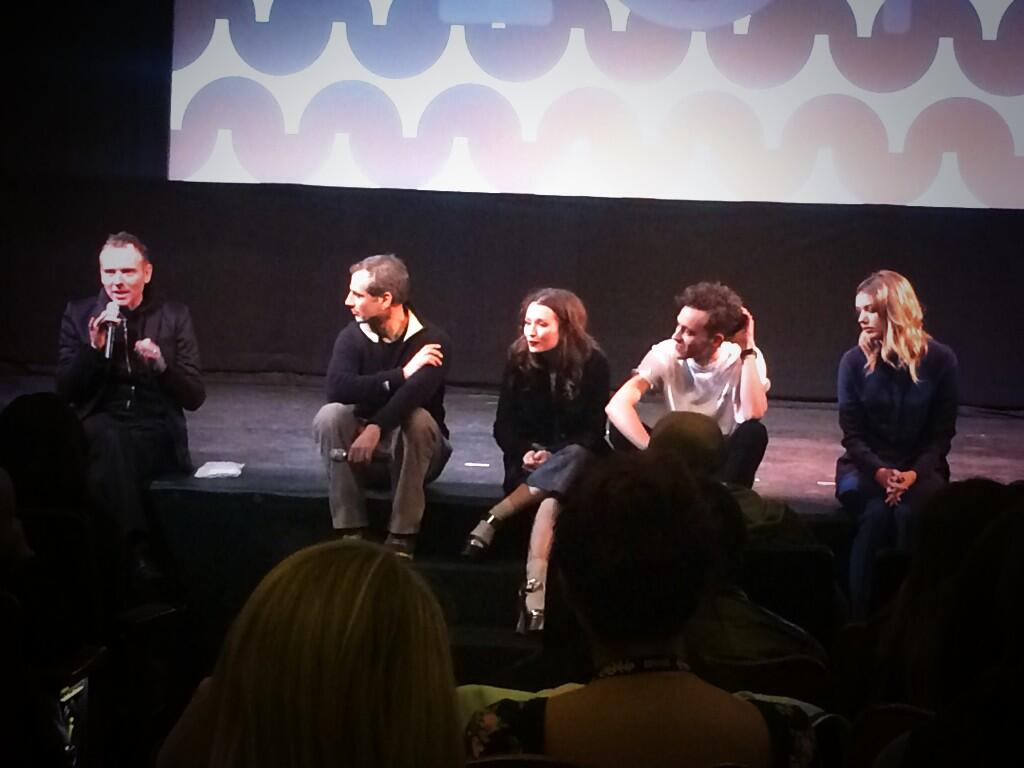
Hannah (vpravo) s ostatními herci z God Help The Girl

Když bylo Hannah 16 let, doslechla se o konkurzu pro mladé herce v Bristolu. Tento konkurz byl pro seriál Skins, kde nakonec Hannah získala jednu z hlavních rolí a později i velký úspěch. Právě za roli Cassie Ainsworthové získala cenu diváků BAFTA. Cassie Ainsworthová je mladá studentka se sebedestruktivními sklony a problémy s přijímáním jídla. V tomto seriálu si zahrála celkem 22 epizod, než odešla ke konci druhé série.
Po Skins získala i roli ve filmu V Bruggách, ale scéna, kde se její postava nacházela, byla z výsledného filmu vystřižena. Následující rok hrála v televizním filmu Slečna Marplová: Proč nepožádali Evanse? a v roce 2009 si zahrála celkem ve třech snímcích; Chatroom, Lůno a Mimo podezření: Rudá Dahlia (TV seriál).
Dne 8. srpna 2011 HBO potvrdilo, že Hannah Murray ztvární postavu Gilly. V roli Gilly se Hannah začala objevovat při natáčení 2. série a stále se objevuje i v páté sérii. Gilly je mladá žena žijící v malé tvrzi za Zdí, kde žije s několika jinými ženami a otcem. Odtud ji odvede Samwell Tarly (John Bradley). V roce 2013 hrála ve filmu God Help The Girl, kde ztvárnila postavu Cass.

## Filmografie
| Rok             | Film                                     | Role                | Poznámka                     |
| --------------- | ---------------------------------------- | ------------------- | ---------------------------- |
| 2007–2008; 2013 | Skins                                    | Cassie Ainsworthová | 22 epizod, dvouhodinový film |
| 2008            | V Bruggách                               | neuvedená role      | vystřižená scéna             |
| 2009            | Slečna Marplová: Proč nepožádali Evanse? | Dorothy Savageová   | TV film                      |
| 2010            | Lůno                                     | Monica              |                              |
| 2010            | Mimo podezření: Rudá Dahlia              | Emily Wickenhamová  |                              |
| 2010            | Chatroom                                 | Emily               |                              |
| 2012            | Temné stíny                              | hipísačka           |                              |
| 2012            | Hra o trůny                              | Fialka              | 11 epizod                    |
| 2013            | God Help The Girl                        | Cass                | hlavní role                  |
| 2014            | Lily & Kat                               | Kat                 |                              |